# Kamal Dehane
 (octobre 2011).
Si vous disposez d'ouvrages ou d'articles de référence ou si vous connaissez des sites web de qualité traitant du thème abordé ici, merci de compléter l'article en donnant les références utiles à sa vérifiabilité et en les liant à la section « Notes et références ».
Kamal Dehane, né en 1954 à Alger, est un réalisateur belgo-algérien.

## Biographie
Né le 19 septembre 1954 à Alger, Kamal Dehane a étudié le cinéma à l'INSAS de Bruxelles, où il réside. Professeur de réalisation à l'INSAS. En 1984, il réalise un premier court métrage de fiction, "Nejma", puis s'oriente vers le documentaire. En 1989, il réalise "Kateb Yacine, l'amour et la révolution" ; en 1992, "Femmes d'Alger" (primé à plusieurs festivals); en 1993, "Assia Djebar, entre ombre et soleil" (Prix de la critique aux Journées cinématographiques de Carthage 1992, Tunisie) ; en 1994, "Mon pays au matin calme" et, en 1995, "Les Lobbies sortent de l'ombre". "Les Suspects" (2003) est son premier long métrage fiction.

## Filmographie
- 1984 : Le Théâtre brut (documentaire)
- 1984 : Nejma  (court-métrage)
- 1988 : Kateb Yacine, l'amour et la révolution (documentaire)
- 1989 : Otomar Krejča, Un Théâtre d'un Printemps à l'autre (documentaire)
- 1991 : Assia Djebar, entre ombre et soleil (documentaire), Spots en stock (documentaire)
- 1992 : Femmes d'Alger (documentaire)
- 1995 : Mon pays au matin calme (documentaire)
- 1996 : Les lobbies sortent de l'ombre (documentaire)
- 1997 : Les Vigiles (long métrage)
- 1999 : Algérie, des enfants parlent (documentaire)
- 2004 : Les Suspects (long métrage)